# Sasha & Davy
Sasha & Davy is een Nederlands-Belgisch, Nederlandstalig popduo, bestaande uit Davy Gilles en Sasha Rosen. Als muzikaal duo startten ze in 2011; ze zijn gehuwd sinds 2010.
Veel singles van het duo werden getipt voor de Ultratop 50 van Vlaanderen. Hun grootste hit was Een mooie dag (Heeja hallowa), die in 2012 in de hoofdlijst van Ultratop en op nummer 1 van de Vlaamse Top 10 belandde.

## Formatie
De Nederlandse Sasha Rosen en Belgische Davy Gilles leerden elkaar in 2004 kennen tijdens de musical Romeo en Julia, waarin ze de titelrollen vertolkten. Later volgden Sneeuwwitje, Mamma Mia! en Grease.  In de zomer van 2010 huwden ze. Ze hebben samen twee kinderen.
Sasha & Davy werd als muzikaal popduo gestart in 2011. Het debuutalbum, Onafscheidelijk, kwam een jaar later uit. Hierna volgde elke een à twee jaar een nieuw album. Veel van hun nummers worden gecomponeerd door Davy Gilles en geschreven door zijn neef Cliff Vrancken.
In 2017 stonden Sasha & Davy voor het eerst op het Schlagerfestival in Hasselt. In datzelfde jaar speelde het koppel mee in de film H.I.T. van De Romeo's, een groep waar Davy Gilles ook deel van uitmaakt.
Sasha & Davy werden tijdens Zomerhit 2019 genomineerd voor de Radio 2 Muziekprijzen, in de categorie Beste Groep.

## Albums
Het duo bracht de volgende albums uit:
- 2012: Onafscheidelijk

Dit is het debuutalbum met de singles als Mamma Maria, Onafscheidelijk en Een zomeravond met jou. Aan het album leverden onder meer Bart Herman en Sabien Tiels de tekst en muziek voor een aantal nummers.
- 2014: Wij zijn één

Dit album kwam tot stand in samenwerking met Jan Smit, die samen met Davy een aantal nummers schreef.
- 2015: La vita è bella

In de zomer van 2015 bracht het duo dit album uit. Een conceptalbum met Italiaanse klassiekers in het Nederlands. Het duo reisde naar Florence om een zevental clips op te nemen. Die dvd-special verscheen samen met de cd.
- 2017: Leef en lach

Hierop staan onder andere de singles Op elk moment, Vrij als de wind en Lente.
- 2018: In the jukebox

Op dit album staan klassiekers uit de jaren '60 en '70. Dit conceptalbum is op aanvraag van de fans tot stand gekomen, met nummers als Stand by me, My girl en Always on my mind.
- 2019: Radio

Op dit album staan de singles Zonde van de tijd, Blijf geloven, Radio, Toen zag ik jou en Droom. Davy schreef alle muziek voor dit album samen met Steven Hellemans. Cliff Vrancken zorgde voor de teksten. De single Radio kwam ook uit als remix van Robert Abigail.
- 2019: Christmas

Dit is een Engelstalig album met kerstklassiekers.
- 2021: Thuis - 10 jaar Sasha & Davy

Naar aanleiding van hun tienjarig bestaan als muzikaal duo verscheen in 2021 dit album, bestaande uit 2 verzamelcd's en één cd met nieuw materiaal, waaronder een aantal solonummers van zowel Sasha als Davy.

## Discografie

### Albums
| Album met hitnotering(en) in de Vlaamse Ultratop 200 albums | Datum van verschijnen | Datum van binnenkomst | Hoogste positie | Aantal weken | Opmerkingen |
| ----------------------------------------------------------- | --------------------- | --------------------- | --------------- | ------------ | ----------- |
| Onafscheidelijk                                             | 27-01-2012            | 04-02-2012            | 34              | 25           |             |
| Wij zijn één                                                | 03-05-2014            | 10-05-2014            | 45              | 12           |             |
| La vita è bella                                             | 15-08-2015            | 29-08-2015            | 20              | 17           |             |
| Leef en lach                                                | 08-05-2017            | 13-05-2017            | 13              | 16           |             |
| In the jukebox                                              | 05-02-2018            | 17-02-2018            | 5               | 18           |             |
| Radio                                                       | 01-06-2019            | 08-06-2019            | 9               | 10           |             |
| Christmas                                                   | 15-11-2019            | 23-11-2019            | 30              | 7            |             |
| Thuis - 10 jaar Sasha & Davy                                | 05-11-2021            | 13-11-2021            | 10              | 7            |             |

### Singles (met hitnotering)
| Single met hitnotering(en) in de Vlaamse Ultratop 50 | Datum van verschijnen | Datum van binnenkomst | Hoogste positie | Aantal weken | Opmerkingen                 |
| ---------------------------------------------------- | --------------------- | --------------------- | --------------- | ------------ | --------------------------- |
| Mamma Maria                                          | 2011                  | 12-11-2011            | 34              | 5            | Nr. 3 in de Vlaamse Top 10  |
| Een mooie dag (Heeja hallowa)                        | 2012                  | 04-02-2012            | 49              | 1            | Nr. 1 in de Vlaamse Top 10  |
| Onafscheidelijk                                      | 2012                  | 10-03-2012            | tip14           | -            | Nr. 2 in de Vlaamse Top 10  |
| Een zomeravond met jou                               | 2012                  | 23-06-2012            | tip14           | -            | Nr. 7 in de Vlaamse Top 10  |
| Slaap in m'n armen vannacht                          | 2012                  | 29-09-2012            | tip22           | -            | Nr. 3 in de Vlaamse Top 10  |
| Hou van mij                                          | 2013                  | 02-02-2013            | tip23           | -            | Nr. 6 in de Vlaamse Top 10  |
| Van hier naar oneindig                               | 2013                  | 11-05-2013            | tip17           | -            | Nr. 2 in de Vlaamse Top 10  |
| Wij zijn één                                         | 2013                  | 19-10-2013            | tip19           | -            | Nr. 5 in de Vlaamse Top 10  |
| Wonderkind                                           | 2014                  | 26-04-2014            | tip5            | -            | Nr. 1 in de Vlaamse Top 10  |
| Daarom jij                                           | 2014                  | 05-07-2014            | tip33           | -            | Nr. 4 in de Vlaamse Top 50  |
| Ik zie een ster                                      | 2014                  | 25-10-2014            | tip29           | -            | Nr. 14 in de Vlaamse Top 50 |
| Dromen van elkaar                                    | 2015                  | 28-02-2015            | tip30           | -            | Nr. 13 in de Vlaamse Top 50 |
| Jij laat de wereld stralen                           | 2015                  | 02-05-2015            | tip10           | -            | Nr. 6 in de Vlaamse Top 50  |
| Voor altijd                                          | 2015                  | 01-08-2015            | tip14           | -            | Nr. 7 in de Vlaamse Top 50  |
| Nooit meer alleen                                    | 2015                  | 07-11-2015            | tip47           | -            | Nr. 26 in de Vlaamse Top 50 |
| Felicità                                             | 2016                  | 27-02-2016            | tip             | -            | Nr. 45 in de Vlaamse Top 50 |
| Eeuwig bij elkaar                                    | 2016                  | 23-04-2016            | tip             | -            | Nr. 25 in de Vlaamse Top 50 |
| Jij bent het                                         | 2016                  | 18-06-2016            | tip             | -            | Nr. 36 in de Vlaamse Top 50 |
| La vita è bella                                      | 2016                  | 25-06-2016            | tip             | -            | Nr. 40 in de Vlaamse Top 50 |
| Ik pas gewoon perfect bij jou                        | 2016                  | 15-10-2016            | tip             | -            | Nr. 27 in de Vlaamse Top 50 |
| Op elk moment                                        | 2017                  | 11-02-2017            | tip5            | -            | Nr. 7 in de Vlaamse Top 50  |
| Vrij als de wind                                     | 2017                  | 10-06-2017            | tip15           | -            | Nr. 10 in de Vlaamse Top 50 |
| Romeo en Julia                                       | 2017                  | 21-10-2017            | tip             | -            | Nr. 31 in de Vlaamse Top 50 |
| C'mon everybody / Let's dance / Do you wanna dance   | 2018                  | 24-02-2018            | tip             | -            |                             |
| Lente                                                | 2018                  | 31-03-2018            | tip45           | -            | Nr. 17 in de Vlaamse Top 50 |
| Jambalaya                                            | 2018                  | 09-06-2018            | tip             | -            |                             |
| Wonder                                               | 2018                  | 16-06-2018            | tip             | -            | Nr. 31 in de Vlaamse Top 50 |
| Zonde van de tijd                                    | 2018                  | 13-10-2018            | tip17           | -            | Nr. 9 in de Vlaamse Top 50  |
| Blijf geloven                                        | 2019                  | 16-02-2019            | tip7            | -            | Nr. 8 in de Vlaamse Top 50  |
| Radio                                                | 2019                  | 11-05-2019            | tip7            | -            | Nr. 9 in de Vlaamse Top 50  |
| Zomer in mijn hart                                   | 2019                  | 31-08-2019            | tip             | -            | Nr. 34 in de Vlaamse Top 50 |
| Toen zag ik jou                                      | 2019                  | 14-09-2019            | tip29           | -            | Nr. 15 in de Vlaamse Top 50 |
| Blue Christmas                                       | 2019                  | 14-12-2019            | tip36           | -            |                             |
| Droom                                                | 2020                  | 01-02-2020            | tip36           | -            | Nr. 20 in de Vlaamse Top 50 |
| Je leeft maar 1 keer                                 | 2020                  | 16-05-2020            | tip22           | -            | Nr. 14 in de Vlaamse Top 50 |
| Merry Christmas everyone                             | 2020                  | 12-12-2020            | tip10           | -            |                             |

### Overige singles
- Geloof jij in mij (2021) (Nr. 19 in de Vlaamse Top 30)
- Meer van jou (2022)
- Elke dag verliefd (2022) (Nr. 26 in de Vlaamse Top 30)
- Zeeën van tijd (2023)
- Een zomeravond met jou (Remix) (2023) (met De Romeo's) (Nr. 30 in de Vlaamse Top 30)
- Ik zing met jou (2024)